# Deuxième législature du Parlement européen
législature du Parlement européen de 1984 à 1989
24 juillet 1984 - 24 juillet 1989
(5 ans)
1re législature 3e législature
La deuxième législature du Parlement européen a été élue lors des élections de 1984 et a duré jusqu'aux élections de 1989.

## Événements majeurs
- 14-17 juin 1984
  - Élections européennes de 1984.

- 24 juillet 1984
  - Première réunion (session constitutive) de la cinquième législature du parlement.
  - Pierre Pflimlin est élu Président du Parlement européen[1].
- 6 janvier 1985
  - La commission Delors I rentre en fonction[2].
- 1er janvier 1986
  - Formation des « Douze » avec l'entrée du Portugal et de l'Espagne[3].

- 1986
  - À l'invitation du Conseil de l'Europe, les Communautés européennes adoptent le drapeau européen.

- 20 janvier 1987
  - Henry Plumb est élu Président du Parlement européen[4].

- 6 janvier 1989
  - La commission Delors II rentre en fonction.

## Président du Parlement européen

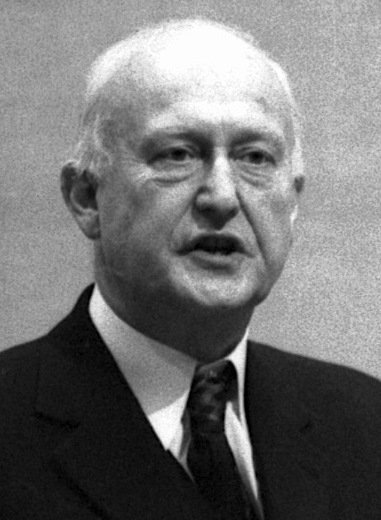
Pierre Pflimlin, président du Parlement européen, du 24 juillet 1984 au 20 janvier 1987.
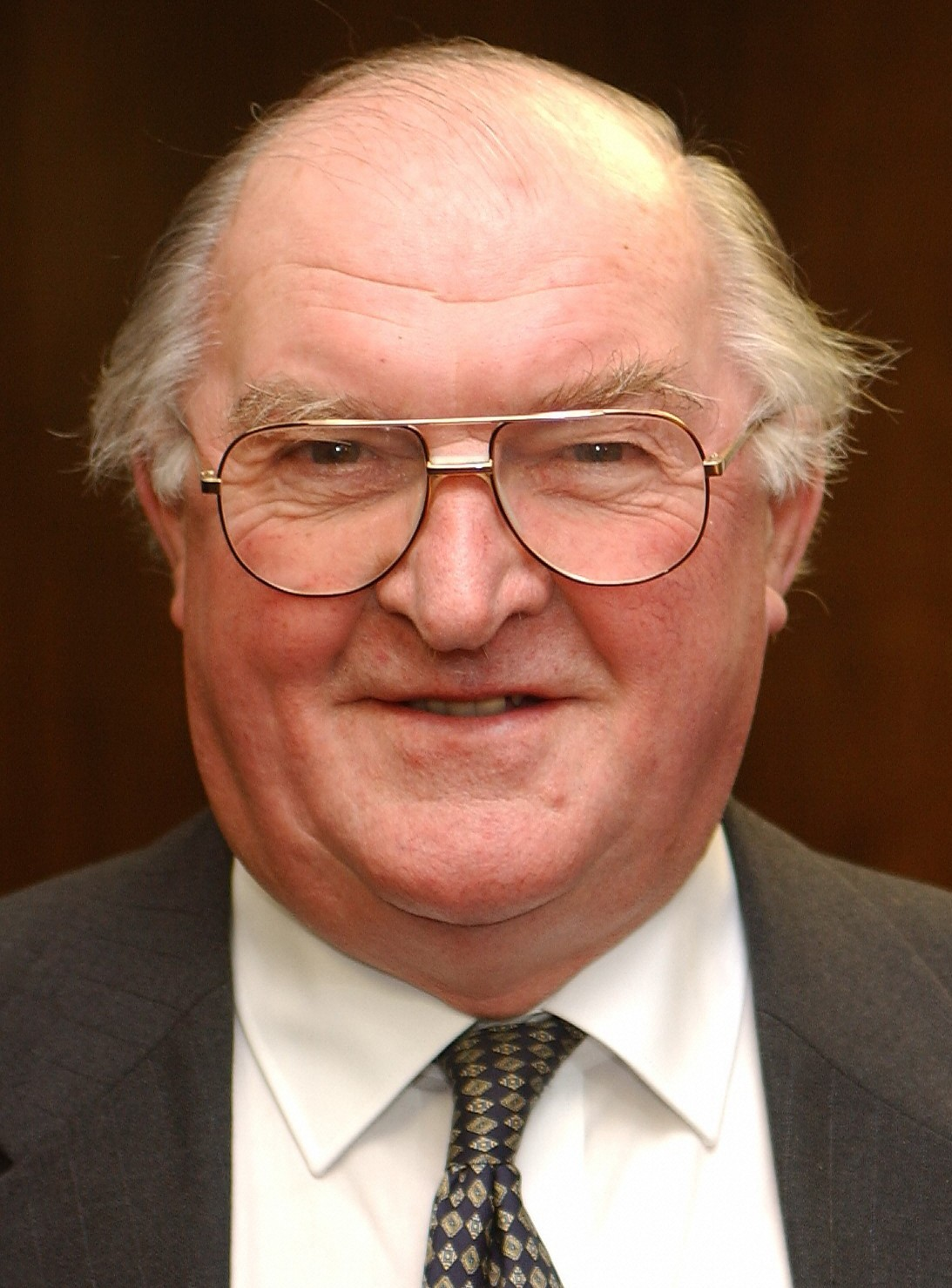
Henry Plumb, président du Parlement européen, du 20 janvier 1987 au 24 juillet 1989.

## Président de la Commission européenne

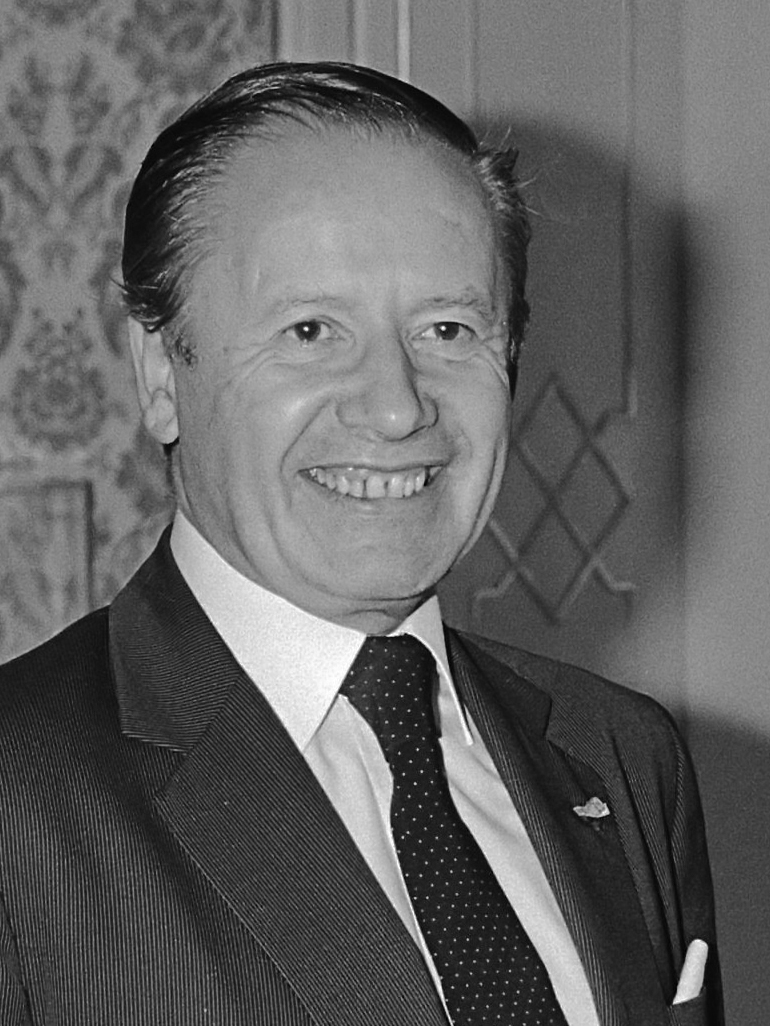
Gaston Thorn, président de la Commission européenne, du 6 janvier 1981 au 5 janvier 1985.
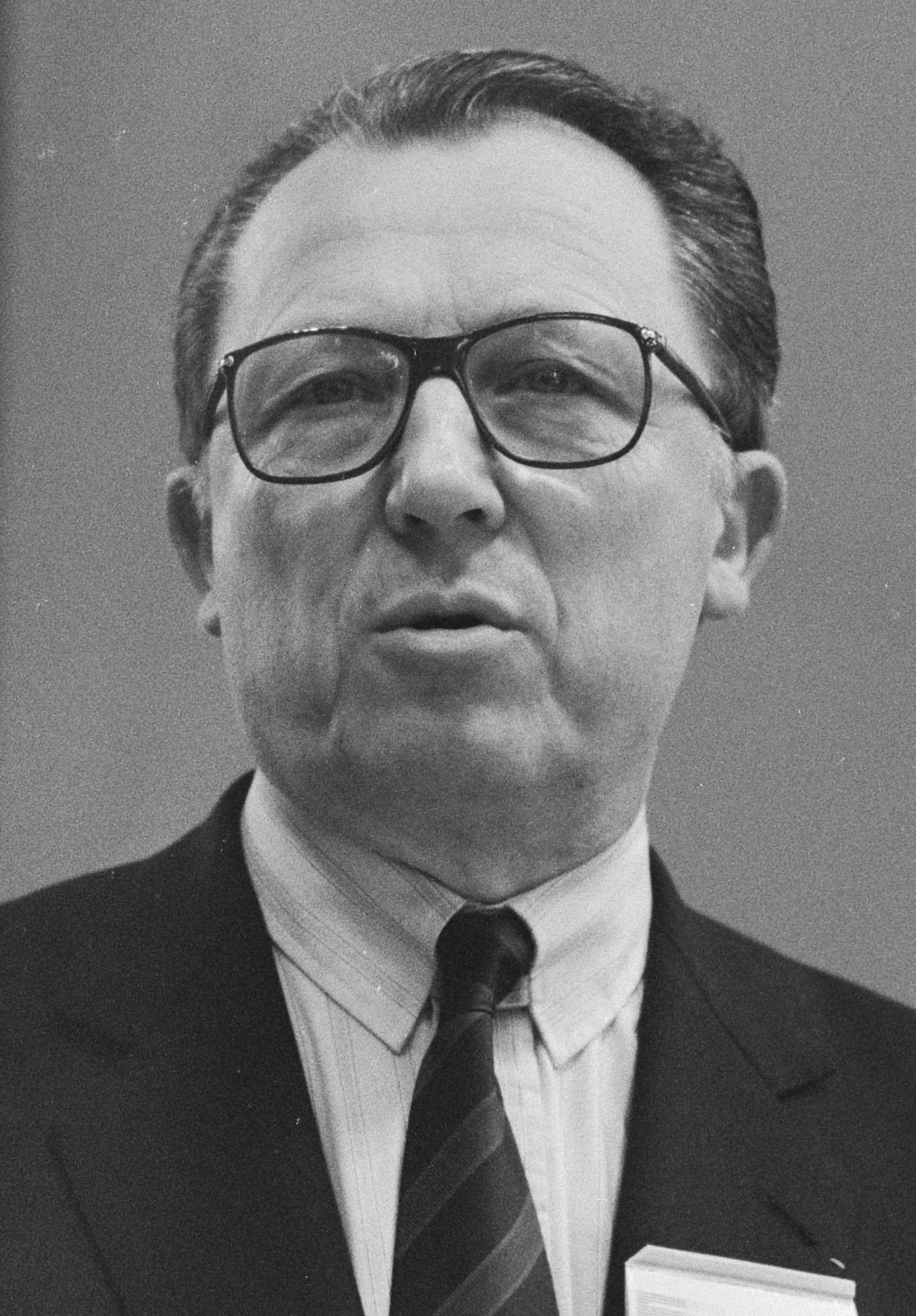
Jacques Delors, président de la Commission européenne, du 6 janvier 1985 au 22 janvier 1995.